# Нова-Вырбовка
Нова-Вырбовка (болг. Нова Върбовка) — село в Болгарии. Находится в Великотырновской области, входит в общину Стражица. Население составляет 307 человек.

## Политическая ситуация
В местном кметстве Нова-Вырбовка, в состав которого входит Нова-Вырбовка, должность кмета (старосты) исполняет Тодор  Русев Илиев (Национальное движение «Симеон Второй» (НДСВ)) по результатам выборов правления кметства.
Кмет (мэр) общины Стражица — Стефан Рачков Стефанов (Национальное движение «Симеон Второй» (НДСВ)) по результатам выборов в правление общины.